# Hibiscus aponeurus
Hibiscus aponeurus là một loài thực vật có hoa trong họ Cẩm quỳ. Loài này được Sprague & Hutch. mô tả khoa học đầu tiên năm 1908.